# Ronnie O'Sullivan
Ronald Antonio "Ronnie" O'Sullivan (Wordsley, 5 december 1975) is een Engels professioneel snookerspeler. Zijn bijnaam is The Rocket, omdat hij meestal in een hoog tempo speelt. O'Sullivan wordt door vele snookerspelers en -commentators, onder wie zesvoudig wereldkampioen Steve Davis, beschouwd als een van de beste snookerspelers aller tijden.
O'Sullivan begon op 7-jarige leeftijd met het spelen van snooker. Hij maakte zijn eerste century break toen hij 10 jaar was en zijn eerste maximumbreak toen hij 15 jaar was. Hij werd in 1992 op 16-jarige leeftijd professional en won een jaar later het UK Championship, waardoor hij de jongste winnaar ooit werd van een rankingtoernooi.
O'Sullivan won een recordaantal van drieëntwintig Triple Crown-toernooien, hij won zeven keer het wereldkampioenschap, acht keer de Masters en acht keer het UK Championship. Hij won in totaal 40 rankingtoernooien, vier meer dan het oude record van Stephen Hendry. O'Sullivan maakte een recordaantal van meer dan duizend century breaks en een recordaantal van zeventien maximumbreaks. Zijn eerste professionele maximumbreak in 1997 is nog steeds de snelste ooit gemaakt in 5 minuten en 8 seconden.

## Levensloop
Rond de tijd dat O'Sullivans professionele carrière begon, belandden zowel zijn vader als zijn moeder in de gevangenis. De eerste voor moord, de andere voor belastingontduiking. O'Sullivan kreeg te kampen met depressies, en ontwikkelde een drugsprobleem. O'Sullivan raakte in 1998 zijn titel op de Irish Masters kwijt aan Ken Doherty toen uit een dopingtest bleek dat hij hasj had gebruikt. Ook toonde hij zich in zijn commentaren regelmatig weinig loyaal tegenover zijn collega-snookerspelers. Toen O'Sullivan voor het eerst linkshandig speelde in het wereldkampioenschap, beschuldigde de Canadese speler Alain Robidoux hem van een gebrek aan respect. Hij antwoordde: "Mijn links is beter dan zijn rechts."
In het seizoen 2005-2006 speelde O'Sullivan naast de belangrijkste snookertoernooien ook pooltoernooien in de Verenigde Staten, voor zover die elkaar niet overlapten. Tijdens de kwartfinale van het UK Championship in 2006 stopte O'Sullivan met spelen nadat hij in het zesde frame bij een 1-4-achterstand een relatief makkelijke rode bal had gemist. O'Sullivan stapte naar zijn tegenstander, Stephen Hendry, schudde hem de hand en verliet de speelzaal met de woorden: "Ik heb er genoeg van." Toen hij enkele uren later weer aanspreekbaar was, vertelde hij aan de pers dat hij zich enorm had geërgerd aan zijn eigen slechte spel en zijn geduld had verloren. Hij vond wel dat hij niet weg had mogen lopen.
O'Sullivan keerde in januari 2007 terug en versloeg in de finale van de SAGA Insurance Masters de Chinees Ding Junhui met 10-3. Hij verloor vervolgens in de halve finale van het wereldkampioenschap van John Higgins. In december 2007 versloeg hij in de finale van het UK Championship Stephen Maguire met 10-2.
O'Sullivan werd op 5 mei 2008 voor de derde keer wereldkampioen. Hij versloeg in de finale Allister Carter met 18-8. Op 30 oktober 2010 won O'Sullivan het eerste internationale powersnookertoernooi in Londen. In de finale versloeg hij Ding Junhui met 572-258. O'Sullivan werd op 7 mei 2012 voor de vierde keer wereldkampioen. In de finale versloeg hij opnieuw Carter, nu met 18-11. Na zijn vierde wereldtitel trok O'Sullivan zich korte tijd terug uit de snookerwereld. Hij maakte uiteindelijk zijn rentree op het wereldkampioenschap in 2013. Hierop prolongeerde O'Sullivan zijn wereldtitel en bracht hij zijn totale aantal op vijf. Ditmaal versloeg hij Barry Hawkins in de finale met 18-12. O'Sullivan bereikte in 2014 zijn derde opeenvolgende WK-finale op rij, zijn zesde in totaal. Het werd daarbij de eerste die hij verloor. Mark Selby versloeg hem met 18-14.
O'Sullivan won op 13 januari 2015 met 6-4 van Ricky Walden in de eerste ronde van de Masters. Daarbij maakte hij century breaks in het zesde (100 punten) en in het laatste (116 punten) frame van de wedstrijd. De laatste was de 775e in zijn carrière, waarmee hij het record aller tijden van Stephen Hendry evenaarde. Toen hij op 15 januari de kwartfinale speelde tegen Marco Fu maakte hij in het eerste frame zijn 776e century break en werd hij alleen recordhouder.
Op 24 maart 2019 won hij het voor het eerst georganiseerde Tour Championsship in Wales, een toernooi met de 8 best geplaatste spelers op de wereldranglijst. In de finale won hij met 13-11 van de Australiër Neil Robertson. O'Sullivan veroverde daarmee voor het eerst sinds mei 2010 de leiderspositie op de wereldranglijst.
Op 19 december 2021 won hij de World Grand Prix, in de finale versloeg hij Neil Robertson met 10-8.

## Speelstijl

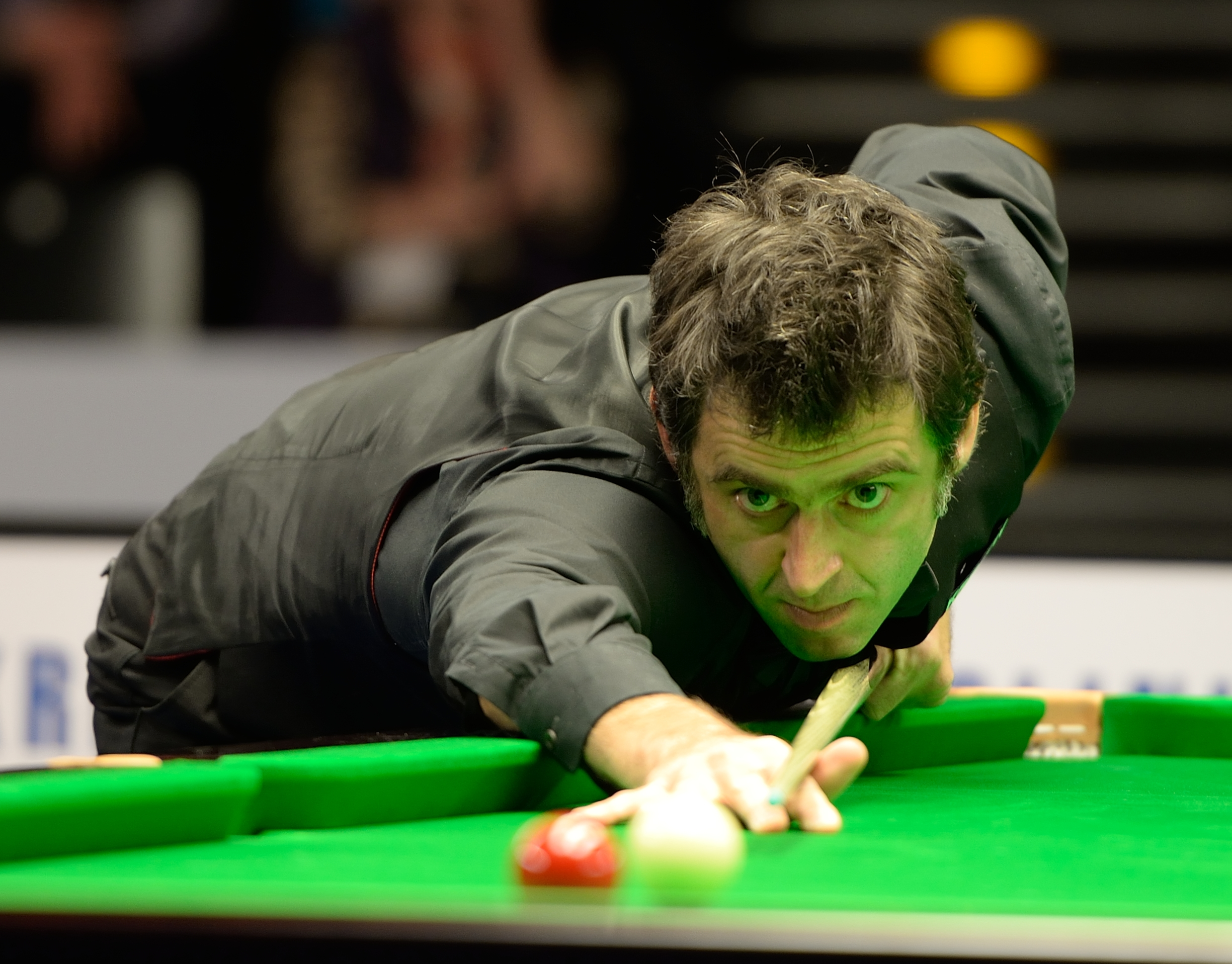
Ronnie O'Sullivan speelt linkshandig op de Snooker German Masters in 2015

O'Sullivan is rechtshandig, maar zijn linkerarm is zodanig goed ontwikkeld dat hij ook linkshandig op professioneel niveau kan spelen. Daardoor kan hij het gebruik van een hulpstuk tot een minimum beperken bij lastig geplaatste ballen. Hij was degene die dit tweehandig snookerspel introduceerde, sindsdien is het door een aantal andere spelers overgenomen.

## Records
- Hij won op 17-jarige leeftijd als jongste speler ooit een rankingtoernooi, het UK Championship in 1993.
- Hij maakte op het wereldkampioenschap van 1997 een maximumbreak in 5 minuten en 8 seconden, de snelste ooit.
- Hij maakte op 17 oktober 2018 zijn vijftiende officiële maximumbreak, een record. Sindsdien heeft hij het record verhoogd naar 17 maximumbreaks.
- Hij realiseerde bij de Saudi Arabia Snooker Masters in 2025 als tweede speler ooit twee maximumbreaks op één dag.
- Hij maakte op 15 januari 2015 zijn 776ste century break, een verbetering van het record van Stephen Hendry.[6] Anno 2022 staat zijn teller op ruim 1100.
- Hij maakte tijdens de Masters van 2014 in de match tegen Ricky Walden 556 onbeantwoorde punten.
- Hij heeft sinds zijn winst op het wereldkampioenschap snooker van 2022 het hoogste aantal Triple Crown-zeges op zijn naam staan, met een totaal van eenentwintig.
- Bij het breken van het record van het aantal Triple Crown-zeges werd hij eveneens alleen recordhouder met zeven zeges op het UK Championship, een record dat hij voordien deelde met Steve Davis.[7]
- Hij is eveneens recordhouder met acht zeges op de Masters.

## Belangrijkste resultaten

### Rankingtitels
| Legenda                 |
| ----------------------- |
| Wereldkampioenschap (7) |
| UK Championship (8)     |
| Overige (26)            |

| Nr. | Jaar | Toernooi                 | Verliezend finalist | Score |
| --- | ---- | ------------------------ | ------------------- | ----- |
| 1.  | 1993 | UK Championship          | Stephen Hendry      | 10–6  |
| 2.  | 1994 | British Open             | James Wattana       | 9–4   |
| 3.  | 1996 | Asian Classic            | Brian Morgan        | 9–8   |
| 4.  | 1996 | German Open              | Alain Robidoux      | 9–7   |
| 5.  | 1997 | UK Championship (2)      | Stephen Hendry      | 10–6  |
| 6.  | 1998 | Scottish Open            | John Higgins        | 9–5   |
| 7.  | 1999 | China Open               | Stephen Lee         | 9–2   |
| 8.  | 2000 | Scottish Open (2)        | Mark Williams       | 9–1   |
| 9.  | 2000 | China Open (2)           | Mark Williams       | 9–3   |
| 10. | 2001 | Wereldkampioenschap      | John Higgins        | 18–14 |
| 11. | 2001 | UK Championship (3)      | Ken Doherty         | 10–1  |
| 12. | 2003 | European Open            | Stephen Hendry      | 9–6   |
| 13. | 2003 | Irish Masters            | John Higgins        | 10–9  |
| 14. | 2004 | Welsh Open               | Steve Davis         | 9–8   |
| 15. | 2004 | Wereldkampioenschap (2)  | Graeme Dott         | 18–8  |
| 16. | 2004 | Grand Prix               | Ian McCulloch       | 9–5   |
| 17. | 2005 | Welsh Open (2)           | Stephen Hendry      | 9–8   |
| 18. | 2005 | Irish Masters (2)        | Matthew Stevens     | 10–8  |
| 19. | 2007 | UK Championship (4)      | Stephen Maguire     | 10–2  |
| 20. | 2008 | Wereldkampioenschap (3)  | Ali Carter          | 18–8  |
| 21. | 2008 | Northern Ireland Trophy  | Dave Harold         | 9–3   |
| 22. | 2009 | Shanghai Masters         | Liang Wenbo         | 10–5  |
| 23. | 2012 | German Masters (2)       | Stephen Maguire     | 9–7   |
| 24. | 2012 | Wereldkampioenschap (4)  | Ali Carter          | 18–11 |
| 25. | 2013 | Wereldkampioenschap (5)  | Barry Hawkins       | 18–12 |
| 26. | 2014 | Welsh Open (3)           | Ding Junhui         | 9–3   |
| 27. | 2014 | UK Championship (5)      | Judd Trump          | 10–9  |
| 28. | 2016 | Welsh Open (4)           | Neil Robertson      | 9–5   |
| 29. | 2017 | English Open             | Kyren Wilson        | 9–2   |
| 30. | 2017 | Shanghai Masters (2)     | Judd Trump          | 10–3  |
| 31. | 2017 | UK Championship (6)      | Shaun Murphy        | 10–5  |
| 32. | 2018 | World Grand Prix         | Ding Junhui         | 10–3  |
| 33. | 2018 | Players Championship     | Shaun Murphy        | 10–4  |
| 34. | 2018 | UK Championship (7)      | Mark Allen          | 10–6  |
| 35. | 2019 | Players Championship (2) | Neil Robertson      | 10–4  |
| 36. | 2019 | Tour Championship        | Neil Robertson      | 13–11 |
| 37. | 2020 | Wereldkampioenschap (6)  | Kyren Wilson        | 18–8  |
| 38. | 2021 | World Grand Prix         | Neil Robertson      | 10–8  |
| 39. | 2022 | Wereldkampioenschap (7)  | Judd Trump          | 18–13 |
| 40. | 2023 | UK Championship (8)      | Ding Junhui         | 10-7  |
| 41. | 2024 | World Grand Prix         | Judd Trump          | 10-7  |

### Minor-rankingtitels
| Nr. | Jaar | Toernooi                      | Verliezend finalist | Score |
| --- | ---- | ----------------------------- | ------------------- | ----- |
| 1.  | 2011 | Players Tour Championship – 1 | Joe Perry           | 4–0   |
| 2.  | 2011 | Players Tour Championship – 7 | Matthew Stevens     | 4–2   |
| 3.  | 2013 | Players Tour Championship – 4 | Gerard Greene       | 4–0   |

### Niet-rankingtitels
| Legenda                   |
| ------------------------- |
| Masters (8)               |
| Champion of Champions (4) |
| Premier League (10)       |
| Overige (16)              |

| Nr. | Jaar | Toernooi                     | Verliezend finalist | Score       |
| --- | ---- | ---------------------------- | ------------------- | ----------- |
| 1.  | 1993 | Extra Challenge              | James Wattana       | Round-robin |
| 2.  | 1993 | Benson & Hedges Championship | John Lardner        | 9–6         |
| 3.  | 1995 | Masters                      | John Higgins        | 9–3         |
| 4.  | 1996 | Charity Challenge            | John Higgins        | 9–6         |
| 5.  | 1997 | Premier League               | Stephen Hendry      | 10–8        |
| 6.  | 1997 | Superstar International      | Jimmy White         | 5–3         |
| 7.  | 1998 | Scottish Masters             | John Higgins        | 9–7         |
| 8.  | 2000 | Champions Cup (2)            | Mark Williams       | 7–5         |
| 9.  | 2000 | Scottish Masters (2)         | Stephen Hendry      | 9–6         |
| 10. | 2001 | Irish Masters                | Stephen Hendry      | 9–8         |
| 11. | 2001 | Premier League (2)           | Stephen Hendry      | 9–7         |
| 12. | 2002 | Premier League (3)           | John Higgins        | 9–4         |
| 13. | 2002 | Scottish Masters (3)         | John Higgins        | 9–4         |
| 14. | 2005 | Masters (2)                  | John Higgins        | 10–3        |
| 15. | 2005 | Premier League (4)           | Mark Williams       | 6–0         |
| 16. | 2005 | Premier League (5)           | Stephen Hendry      | 6–0         |
| 17. | 2006 | Premier League (6)           | Jimmy White         | 7–0         |
| 18. | 2007 | Masters (3)                  | Ding Junhui         | 10–3        |
| 19. | 2007 | Irish Masters (2)            | Barry Hawkins       | 9–1         |
| 20. | 2007 | Premier League (7)           | John Higgins        | 7–4         |
| 21. | 2008 | Hamm Invitational            | Barry Hawkins       | 6–2         |
| 22. | 2008 | Premier League (8)           | Mark Selby          | 7–2         |
| 23. | 2009 | Masters (4)                  | Mark Selby          | 10–8        |
| 24. | 2010 | Power Snooker                | Ding Junhui         | [ nb 1 ]    |
| 25. | 2010 | Premier League (9)           | Shaun Murphy        | 7–1         |
| 26. | 2011 | Premier League (10)          | Ding Junhui         | 7–1         |
| 27. | 2013 | Champion of Champions        | Stuart Bingham      | 10–8        |
| 28. | 2014 | Masters (5)                  | Mark Selby          | 10–4        |
| 29. | 2014 | Champion of Champions (2)    | Judd Trump          | 10–7        |
| 30. | 2016 | Masters (6)                  | Barry Hawkins       | 10–1        |
| 31. | 2017 | Masters (7)                  | Joe Perry           | 10–7        |
| 32. | 2018 | Shanghai Masters (3)         | Barry Hawkins       | 11–9        |
| 33. | 2018 | Champion of Champions (3)    | Kyren Wilson        | 10–9        |
| 34. | 2019 | Shanghai Masters (4)         | Shaun Murphy        | 11–9        |
| 35. | 2022 | Hong Kong Masters            | Marco Fu            | 6–4         |
| 36. | 2022 | Champion of Champions (4)    | Judd Trump          | 10–6        |
| 37. | 2023 | Shanghai Masters (5)         | Luca Brecel         | 11–9        |
| 38. | 2024 | Masters (8)                  | Ali Carter          | 10–7        |
| 39. | 2024 | World Masters of Snooker     | Luca Brecel         | 5–2         |

### Wereldkampioenschap
| #   | Seizoen     | Editie  | Prestatie      | Extra                                |
| --- | ----------- | ------- | -------------- | ------------------------------------ |
| 1.  | 1992 / 1993 | WK 1993 | Laatste 32     | Verloor met 10-7 van Alan McManus    |
| 2.  | 1993 / 1994 | WK 1994 | Laatste 16     | Verloor met 13-3 van John Parrott    |
| 3.  | 1994 / 1995 | WK 1995 | Kwartfinale    | Verloor met 13-8 van Stephen Hendry  |
| 4.  | 1995 / 1996 | WK 1996 | Halve finale   | Verloor met 16-14 van Peter Ebdon    |
| 5.  | 1996 / 1997 | WK 1997 | Laatste 16     | Verloor met 13-12 van Darren Morgan  |
| 6.  | 1997 / 1998 | WK 1998 | Halve finale   | Verloor met 17-9 van John Higgins    |
| 7.  | 1998 / 1999 | WK 1999 | Halve finale   | Verloor met 17-13 van Stephen Hendry |
| 8.  | 1999 / 2000 | WK 2000 | Laatste 32     | Verloor met 10-9 van David Gray      |
| 9.  | 2000 / 2001 | WK 2001 | Wereldkampioen | Won met 18-14 van John Higgins       |
| 10. | 2001 / 2002 | WK 2002 | Halve finale   | Verloor met 17-13 van Stephen Hendry |
| 11. | 2002 / 2003 | WK 2003 | Laatste 32     | Verloor met 10-6 van Marco Fu        |
| 12. | 2003 / 2004 | WK 2004 | Wereldkampioen | Won met 18-8 van Graeme Dott         |
| 13. | 2004 / 2005 | WK 2005 | Kwartfinale    | Verloor met 13-11 van Peter Ebdon    |
| 14. | 2005 / 2006 | WK 2006 | Halve finale   | Verloor met 17-11 van Graeme Dott    |
| 15. | 2006 / 2007 | WK 2007 | Kwartfinale    | Verloor met 13-9 van John Higgins    |
| 16. | 2007 / 2008 | WK 2008 | Wereldkampioen | Won met 18-8 van Ali Carter          |
| 17. | 2008 / 2009 | WK 2009 | Laatste 16     | Verloor met 13-11 van Mark Allen     |
| 18. | 2009 / 2010 | WK 2010 | Kwartfinale    | Verloor met 13-11 van Mark Selby     |
| 19. | 2010 / 2011 | WK 2011 | Kwartfinale    | Verloor met 13-10 van John Higgins   |
| 20. | 2011 / 2012 | WK 2012 | Wereldkampioen | Won met 18-11 van Ali Carter         |
| 21. | 2012 / 2013 | WK 2013 | Wereldkampioen | Won met 18-12 van Barry Hawkins      |
| 22. | 2013 / 2014 | WK 2014 | Finale         | Verloor met 18-14 van Mark Selby     |
| 23. | 2014 / 2015 | WK 2015 | Kwartfinale    | Verloor met 13-9 van Stuart Bingham  |
| 24. | 2015 / 2016 | WK 2016 | Laatste 16     | Verloor met 13-12 van Barry Hawkins  |
| 25. | 2016 / 2017 | WK 2017 | Kwartfinale    | Verloor met 13-10 van Ding Junhui    |
| 26. | 2017 / 2018 | WK 2018 | Laatste 16     | Verloor met 13-9 van Ali Carter      |
| 27. | 2018 / 2019 | WK 2019 | Laatste 32     | Verloor met 10-8 van James Cahill    |
| 28. | 2019 / 2020 | WK 2020 | Wereldkampioen | Won met 18-8 van Kyren Wilson        |
| 29. | 2020 / 2021 | WK 2021 | Laatste 16     | Verloor met 13-12 van Anthony McGill |
| 30. | 2021 / 2022 | WK 2022 | Wereldkampioen | Won met 18-13 van Judd Trump         |
| 31. | 2022 / 2023 | WK 2023 | Kwartfinale    | Verloor met 13-10 van Luca Brecel    |
| 32. | 2023 / 2024 | WK 2024 | Kwartfinale    | Verloor met 13-10 van Stuart Bingham |
| 33. | 2024 / 2025 | WK 2025 | Halve finale   | Verloor met 17-7 van Zhao Xintong    |